# Корвалис (Орегон)
Ковалис (енгл. Corvallis) град је у америчкој савезној држави Орегон.

## Демографија
По попису из 2010. године број становника је 54.462, што је 5.14 (10,4%) становника више него 2000. године.
| Група             | 2000.          | 2010.          |
| Белци             | 41.093 (83,3%) | 43.472 (79,8%) |
| Афроамериканци    | 570 (1,2%)     | 615 (1,1%)     |
| Азијати           | 3.168 (6,4%)   | 3.977 (7,3%)   |
| Хиспаноамериканци | 2.820 (5,7%)   | 4.049 (7,4%)   |
| Укупно            | 49.322         | 54.462         |